# Herbert Aaron Hauptman
Pour les articles homonymes, voir Hauptman.
Herbert Aaron Hauptman (New York, 14 février 1917 - Buffalo (New York), 23 octobre 2011) est un mathématicien américain. Jerome Karle et lui sont colauréats du prix Nobel de chimie de 1985 pour « leurs réalisations remarquables dans la mise au point de méthodes directes de détermination des structures cristallines ».
Herbert Hauptman développa une méthode mathématique qui révolutionna le domaine de la chimie et ouvrit une nouvelle voie de recherche dans la détermination des structures moléculaires de matériaux cristallisés. Au XXIe siècle, ses méthodes, qui ont été améliorées, sont utilisées couramment pour élucider des structures complexes.

## Biographie
Herbert Aaron Hauptman est né à New York. Il fut intéressé dès son plus jeune âge par les sciences et en particulier les mathématiques. En 1937, il reçut un Bachelor of science du City College of New York. En 1939, il obtint un master en mathématiques de l'Université Columbia.
Après la Seconde Guerre mondiale, il commença à collaborer avec Jerome Karle au Naval Research Laboratory à Washington, DC et travailla conjointement à obtenir son doctorat à l'université du Maryland. La combinaison de ces connaissances dans les domaines des mathématiques et de la chimie physique leur permit de s'attaquer au problème de phase dans la diffractométrie de rayons X. En 1953, leur monographie, Solution of the Phase Problem I. The Centrosymmetric Crystal, contenait les principales idées, parmi lesquelles la plus importante était l'introduction de méthodes statistiques.
En 1970, il rejoint le groupe de cristallographie de la Medical Foundation of Buffalo dont il fut le directeur scientifique en 1972.
Herbert Hauptman est le président de l'organisation médicale Hauptman-Woodward Medical Research Institute. Il est professeur dans le département des sciences biophysiques ainsi que dans le département des sciences informatiques de l'université de Buffalo, l'université de l'État de New York.

## Distinctions et récompenses
- Belden Prize en mathématiques, City College of New York, 1936
- Scientific Research Society of America, Pure Science Award, Naval Research Laboratory, 1959
- Patterson Award (American Crystallographic Association) en 1984
- Prix Nobel de chimie en 1985

- Humanist Laureate Award de l'International Humanist and Ethical Union en 1988

- Président de la Philosophical Society of Washington de 1969 à 1970
- Président de l'Association of Independent Research Institutes, de 1979 à 1980
- Membre de la National Academy of Sciences, 1988.

- Docteur honoris causa de l'université du Maryland en 1985
- Docteur honoris causa du City College of New York en 1986
- Docteur honoris causa de l'université de Parme en 1989
- Docteur honoris causa du D'Youville College (en) en 1989
- Docteur honoris causa de l'université Bar-Ilan en 1990
- Docteur honoris causa de l'université Columbia en 1990
- Docteur honoris causa de l’École polytechnique de Łódź en 1992
- Docteur honoris causa de l'université Queen's en 1993